# سمچول
سمچول، روستایی است از توابع بخش یانه‌سر شهرستان بهشهر در استان مازندران ایران که از دو بخش میرخیل و بالا محله تشکیل شده‌است.

## آثار
سمچول دارای دو کوه بزرگ به نام نسوم و لوسر و مناطقی به نام خاکسری مزرعه اتاق پشت است.
همچنین این روستا چشمه ای معروف به نام بزلی دارد.
و همچنین ابزارهای مفرغی و قبرهای گبری پیدا شده‌است و گبر یا گبرک به عبارتی زرتشتیان قدیمی بوده‌اند.
که ایرانی اصیل به حساب می‌آمدند و تمدنی در این منطقه داشته‌اند و از مسیرهای فرعی جاده ابریشم هم به‌شمار می‌آید.

## جمعیت
این روستا در دهستان عشرستاق قرار دارد و براساس سرشماری مرکز آمار ایران در سال ۱۳۸۵، جمعیت آن ۶۵۹ نفر (۱۲۴خانوار) بوده‌است. مردم سمچول از قومیت طبری هستند. مردم سمچول به زبان طبری (مازندرانی) سخن می‌گویند.